# Nyköping
Nyköping város Svédországban, a Balti-tenger egyik öblénél, a Nyköpingsa folyó két partján. Södermanland megye székhelye.

## Története
A 20. század elején (1915-ben) 10,781 lakosú volt, az itt élők gép-, hajó-, dohánygyártással, posztószövéssel foglalkoztak. Kikötője nagyon elhomokosodott. Egykor fontos erősség volt a vár és a kikötő is. A város kedvelt pihenő helye volt a svéd uralkodóknak. 1302-ben Erik és Valdemár hercegek itt voltak fogságban és itt is haltak meg de IX. Károly svéd király is gyakran lakott itt. Ferences kolostorát a reformáció söpörte el. Vára, templomai is a XIII. században épültek. A várban, a középkorban többször ülésezett a svéd parlament. A középkori eredetű település 1254-ben kapott városi rangot. Nevének jelentése 'új vásár' (ny köping).
Napjainkban közel 50 ezer lakosú város, Södermanland megye közigazgatási székhelye. A kikötője igazán nyáron él, ekkor működik a kikötőhivatal (Hamnkontor), és tele vannak a régi stílusban fából épült éttermek teraszai, járnak a hajók, a raktárakba és a gabonasilóba ki-be áramlik az áru. Nyáron nagyon sok programnak, fesztiválnak ad otthont.

## Repülőtér
A városnak van egy repülőtere, a  Stockholm-Skavsta repülőtér, ahonnan a Ryanair 30 járatot indít naponta, Európa minden pontjába. Az E4-es autópálya a város mellett halad és emiatt ill. a repülőtér közelsége miatt újabb és újabb hotelek, bevásárló központok épülnek.

## A kulcs története
1250-ben a Folkunga nemzetségből származó Birger Jarl, a kiváló szervezői adottságokkal rendelkező királyi gyám, két bástyával és erős falakkal bevehetetlen erődítménnyé tette a Mälaren tó bejáratát védő Stockholmot. Birger Jarl 1251-ben fiát, Valdemárt (1266-1274) választatta királynak. Uralkodásuk alatt hozták az első, egész országra kiterjedő törvényeket. Egyezményt kötöttek a Balti-tenger déli partját uraló Hanza-szövetség városaival, melynek értelmében a befolyásos városállam hajói vámmentességet élveztek a svéd kikötőkben. Az egyre inkább főváros szerepét betöltő Stockholmban lübecki német kereskedők telepedtek le. A beáramlott német tőke és szervezés megalapozta a fémipart, Svédország legfontosabb kiviteli termékének forrását. Valdemárt 1274-ben testvére, Magnus Ladulås fosztotta meg a hatalomtól. Magnus király megerősítette az egyház hatalmát, megalapozta a svéd nemességet, és bőkezű adományokkal látta el a szürkebarátokat. Ladulås szó szerint „istálló-lakatot” jelent, és Magnus azon intézkedésére utal, mellyel megtiltotta a birodalmi nagyuraknak az ellenszolgáltatás nélkül vendégeskedést. Magnus Ladulås volt az első király, akit a svéd királyok temetkezőhelyén, a stockholmi Riddarholm-templomban temettek el. Magnus Ladulås utódjának 1290-ben legnagyobb fiát, Birger Magnussont választották.
Birger állandó viszályban élt testvéreivel, Erik és Valdemar hercegekkel. Az irigy testvérek 1306 szeptemberében a Sigtuna melletti Håtuna birtokon foglyul ejtették, és a Stockholmtól 100 km-re délre fekvő Nyköping várába zárták Birger királyt. Birger kétévi fogság után kiszabadult, és apósa, a dán király segítségével visszaszerezte a trónt, majd 1317 karácsonyán engesztelő vacsorára hívta öccseit Nyköping várába. A nagy eszem-iszom közben a hercegek fegyvereseit különféle okokkal kicsalogatták a környező városba. A feledékeny testvérek másnap reggel a vár börtönében ébredtek. - „Emlékeztek-e a håtunai csínyre?” - válaszolt kérdéssel a kérdésre Birger, és a cella kulcsát a vár tornyáról a közeli folyóba dobta.
Erik és Valdemar felbőszült hívei hónapokon át tartó ostrom után bevették a várat, és Birger király Dániába menekült. A hercegek hívei a „nyköpingi vendéglátásban” éhhalált halt Erik herceg fiát, a hároméves Magnus Erikssont (1318-1364) választották királynak, aki helyett kezdetben Magnus gyámja, Mats Kettilmundsson kormányozta az országot. Számos haladó intézkedést foganatosított, többek között megszüntette a rabszolgatartás intézményét (1335).